# Антоніо Амая
Антоніо Амая Карасо (ісп. Antonio Amaya Carazo; 31 травня 1983, Мадрид) — іспанський футболіст, захисник.

## Життєпис
Амая починав свою кар'єру в місцевому футбольному клубі «Сан-Крістобаль-де-лос-Анхелес». Далі, 2002 року, він приєднався до іншої команди клубу «Райо Вальєкано», відбуваючи шестимісячну оренду у футбольному клубі Сегунди Б «Сан-Себастьян-де-лос-Реєс».
Зрештою Амая повернувся до «Райо Вальєкано», де став важливою частиною захисту команди, що в сезоні 2007/08 повернулася до Сегунди. Антоніо з'являвся на полі менш ніж у половині загальної кількості матчів (лише у вісімнадцяти із сорока двох).
14 серпня 2009 року Амая підписав контракт на три роки з командою англійської Прем'єр-ліги «Віган Атлетік», а через тиждень до нього приєднався колишній товариш по «Райо Вальєкано» Мохамед Діаме.
18 липня 2011 року Амая офіційно заявив про відхід з «Вігана» і підписав контракт з футбольним клубом «Реал Бетіс» на три роки.
У квітні 2020-го, разом з Хаві Торресом, отримав рік ув'язнення за участь у договірних матчах в складі цього клубу сезону 2013–2014, що стало першим подібним прецедентом в «Ла лізі».

## Особиста інформація
Старший брат — захисник Іван Амая.

## Статистика
| Клуб                      | Країна  | Сезон     | Ігри | Голи |
| ------------------------- | ------- | --------- | ---- | ---- |
| Сан-Себастьян-де-лос-Реєс | Іспанія | 2003-2004 | 15   | 0    |
| Райо Вальєкано            | Іспанія | 2004-2009 | 125  | 5    |
| Віган Атлетік             | Англія  | 2009-2010 | 2    | 0    |
| Райо Вальєкано            | Іспанія | 2010-2011 | 28   | 0    |
| Реал Бетіс                | Іспанія | 2011-     | 40   | 0    |

- (оновлено станом на 3 липня 2013 року)